# Solpugema lateralis
Solpugema lateralis är en spindeldjursart som först beskrevs av Carl Ludwig Koch 1842.  Solpugema lateralis ingår i släktet Solpugema och familjen Solpugidae. Inga underarter finns listade i Catalogue of Life.